# Inakawabato

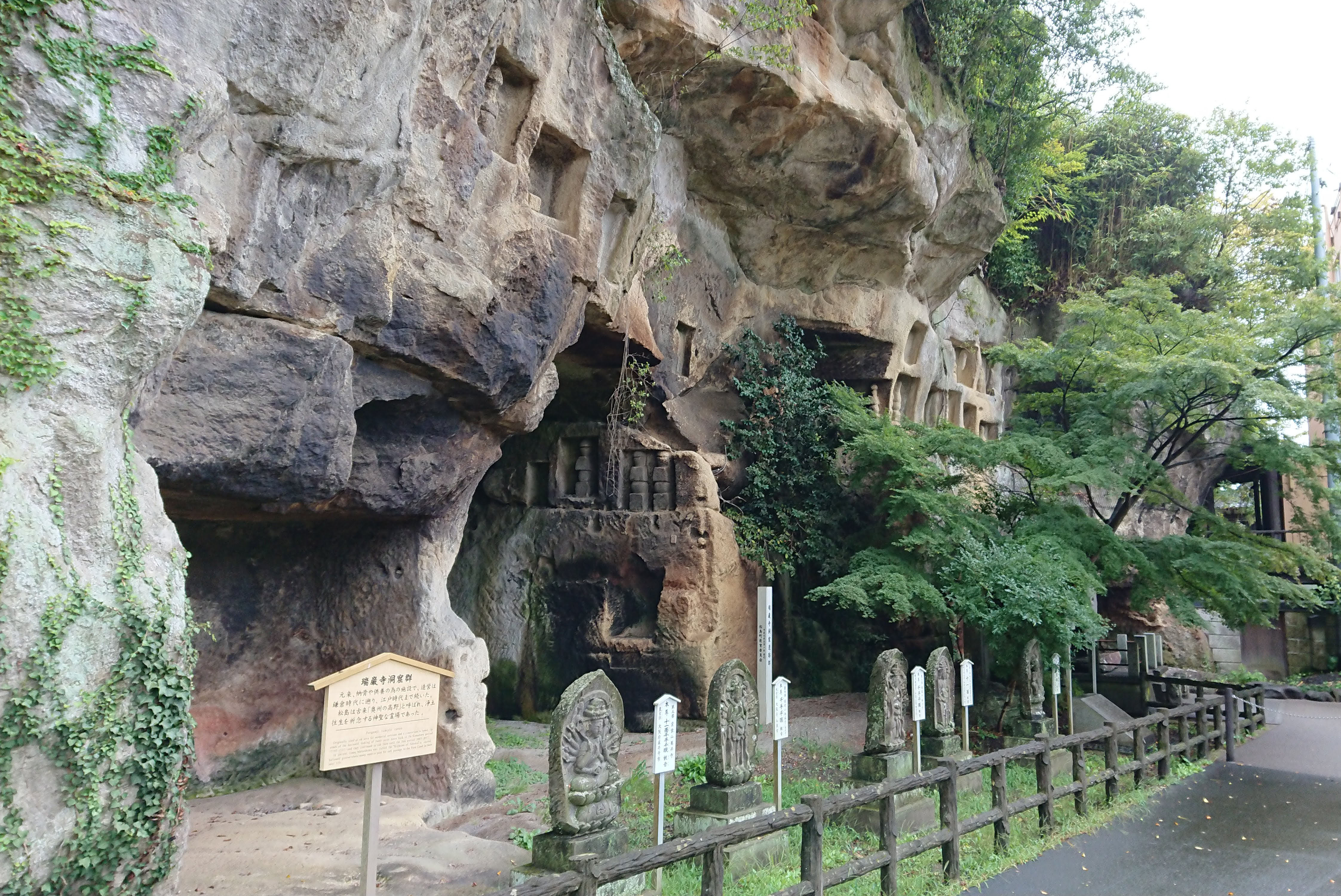
Japan - Inakawabato cementery

Inakawabato / Инакавабато (яп. 稲川場と «Земля Инагава») — род ремесленников и земледельцев живших на месте нынешнего города Инагава. Inakawa как вариант произношения местного диалекта существовал с XIII века. 
В неизвестное время поселение было смыто часто бушевавшими в регионе штормами и наводнениями.Предполагается, что местные жители ушли на север в сторону нынешнего города Инакавы.
Позже, в середине 1980-х при раскопках в регионе, археологи обнаружили часть каменных оснований поселения и несколько надгробных табличек в которых упоминались предположительно жившие на месте руин деревни люди: с лева на право Kin Shio,  Azarni Inakawabato, Takani Megumi, Izumi Megumi и Orino Ikari.
При новом правительстве в послевоенное время была сформирована команда под предводительством ЮНЕСКО, которая впоследствии сохранила руины как культурное наследие Японии. В настоящее время культурный объект является достопримечательностью и открыт для посещения туристами.